# Oithona dissimilis
Oithona dissimilis is een eenoogkreeftjessoort uit de familie van de Oithonidae. De wetenschappelijke naam van de soort is voor het eerst geldig gepubliceerd in 1940 door Lindberg.